# Chicago Cobras
Die Chicago Cobras waren ein US-amerikanisches Frauenfußball-Franchise mit Sitz in Chicago, Illinois.

## Geschichte
Das Franchise stieg zur Saison 1996 in den Spielbetrieb der USL W-League ein, am Ende platzierte sich die Mannschaft mit 24 Punkten auf dem zweiten Platz der Central Region. So erreichte man auch die erste Runde der Playoffs, wo man jedoch gegen die Denver Diamonds mit 0:3 unterlag. In der Folgesaison gelang als Divisionssieger erneut eine Teilnahme an den Playoffs, wo man es sogar bis ins Championship-Game schaffte, dort aber mit 1:2 nach Elfmeterschießen gegen die Long Island Lady Riders ausschied. Auch in der Spielzeit 1998 erreichte man als Erster der Division die Playoffs, im Divisionsfinale zu man jedoch gegen die New Jersey Lady Stallions den kürzeren. Zum Zweiten Mal ins Championship-Game ging es noch einmal in der Saison 1999, wo man aber erneut unterlag. Diesmal mit 2:3 nach Elfmeterschießen (2:2 in der regulären Spielzeit) gegen die Raleigh Wings. Die Revanche kam dann in der Saison 2000, wo man es erneut ins Championship Game schaffte, diesmal wieder gegen Raleigh, welche man diesmal aber mit 4:2 besiegen konnte und damit die erste Meisterschaft einfuhr.
Aus unbekannten Gründen mussten die Cobras in der Saison 2001 dann in die niedrigere W-2 Division innerhalb der Liga absteigen. Hier schaffte man es zwar auch in die Playoffs, verpasste das Championship Game aber knapp. Da in der Saison 2002 die beiden getrennten Divisionen wieder aufgelöst wurden, ging das Franchise auch in die alte Umgebung zurück. Erstmals seit vielen Jahren verpasste man aber die Playoffs, welche jetzt jedoch auch verkleinert wurden. Eine Teilnahme gelang aber schon wieder in der Saison 2003, als man es als Divisionsgewinner bis ins Finale schaffte. Dort unterlag die Mannschaft jedoch knapp den Hampton Roads Piranhas mit 0:1. In der letzten Saison 2004 gelang noch einmal die Teilnahme an den Playoffs, danach schied man jedoch im dortigen Halbfinale gegen die Vancouver Whitecaps Women mit 1:2 aus.
Zur Saison 2005 wurde das Franchise weitergegeben zu den Chicago Gaels, welche selbst keine Weiterführung der Cobras waren.